# Église Sainte-Hélène de Paris
L'église Sainte-Hélène est une église du 18e arrondissement de Paris. Elle est située au 102 rue du Ruisseau dans le quartier de la porte de Montmartre et de la porte de Clignancourt. Elle est dédiée à sainte Hélène.

## Histoire
Le territoire actuel de la paroisse de Sainte-Hélène faisait partie avant 1934 de la paroisse Notre-Dame de Clignancourt. 
Plus de 100 000 habitants en dépendaient, si bien qu'il fut décidé de construire une nouvelle église afin de proposer une structure plus proche des habitants.
Les travaux de construction, commandés à l'architecte Georges Trévoux, durent moins d'un an et le dimanche 3 juin 1934, le cardinal Verdier érige Sainte-Hélène en paroisse.
C'est en cette église que furent célébrées les obsèques de Marthe Mercadier, le 21 septembre 2021.

### Articles liés
- Liste des édifices religieux de Paris
- Archidiocèse de Paris